# Nave da supporto per operazioni in piattaforma

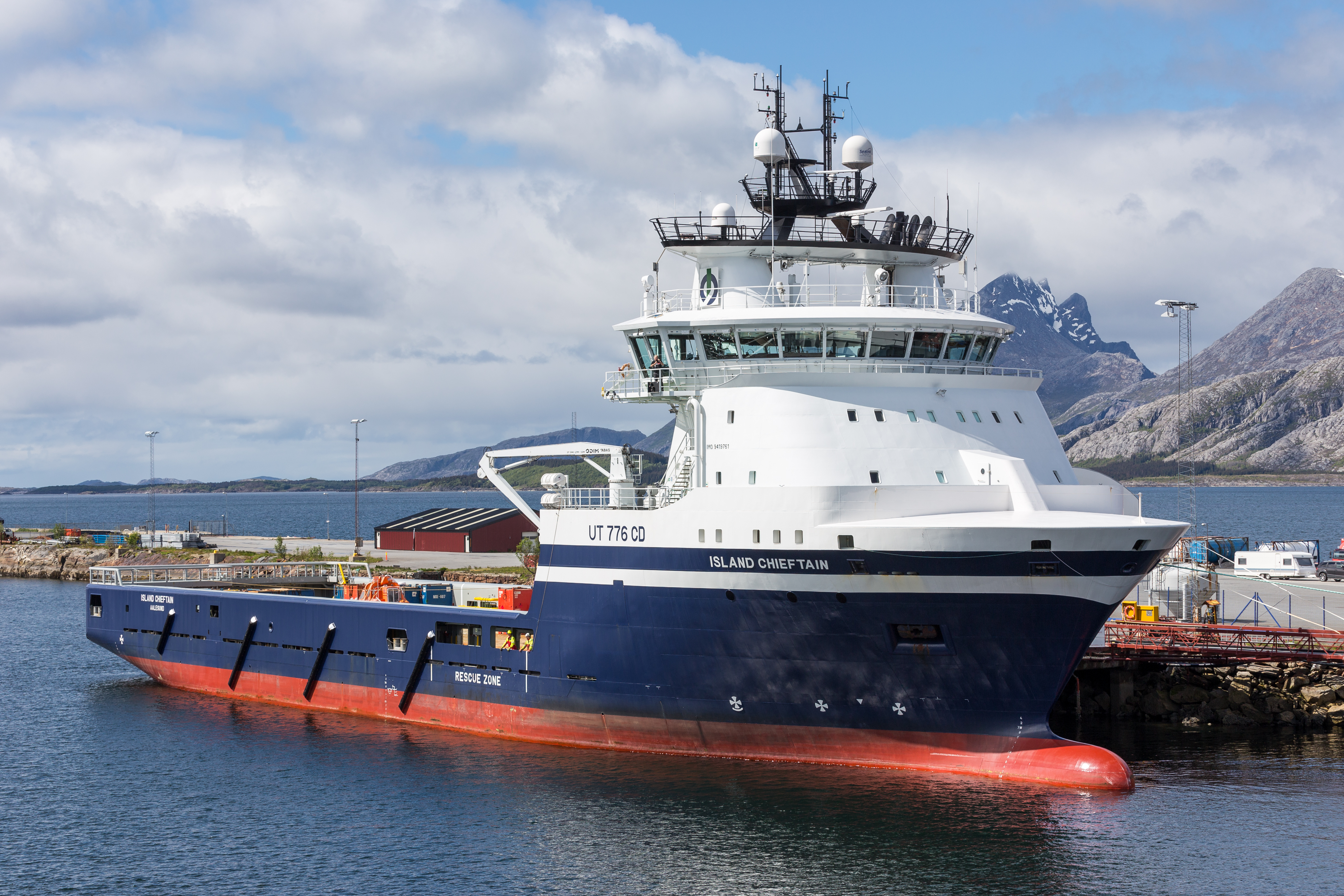
La nave da supporto per operazioni in piattaforma Island Chieftain

Una nave da supporto per operazioni in piattaforma (in inglese Platform Supply Vessel, in sigla PSV) è un bastimento appositamente progettato per rifornire piattaforme offshore di estrazione di petrolio e di gas naturale e altre installazioni in mare aperto. In genere sono lunghe da 50 a 100 metri e si distinguono per l'ampia area del ponte aperto, utilizzata per immagazzinare rifornimenti e attrezzature di bordo e per consentire un carico e scarico efficiente dei materiali. La funzione principale, per la maggior parte di queste navi, è il supporto logistico e il trasporto di merci, strumenti, attrezzature e personale da e verso la loro destinazione.
Appartengono all'ampia categoria delle navi da supporto offshore (OSV) che comprende le navi per operazioni di servizio (SOV), navi di supporto alla costruzione (CSV) e i rimorchiatori per la movimentazione dell'ancora (AHTS).

## Capacità e compiti

### Carico

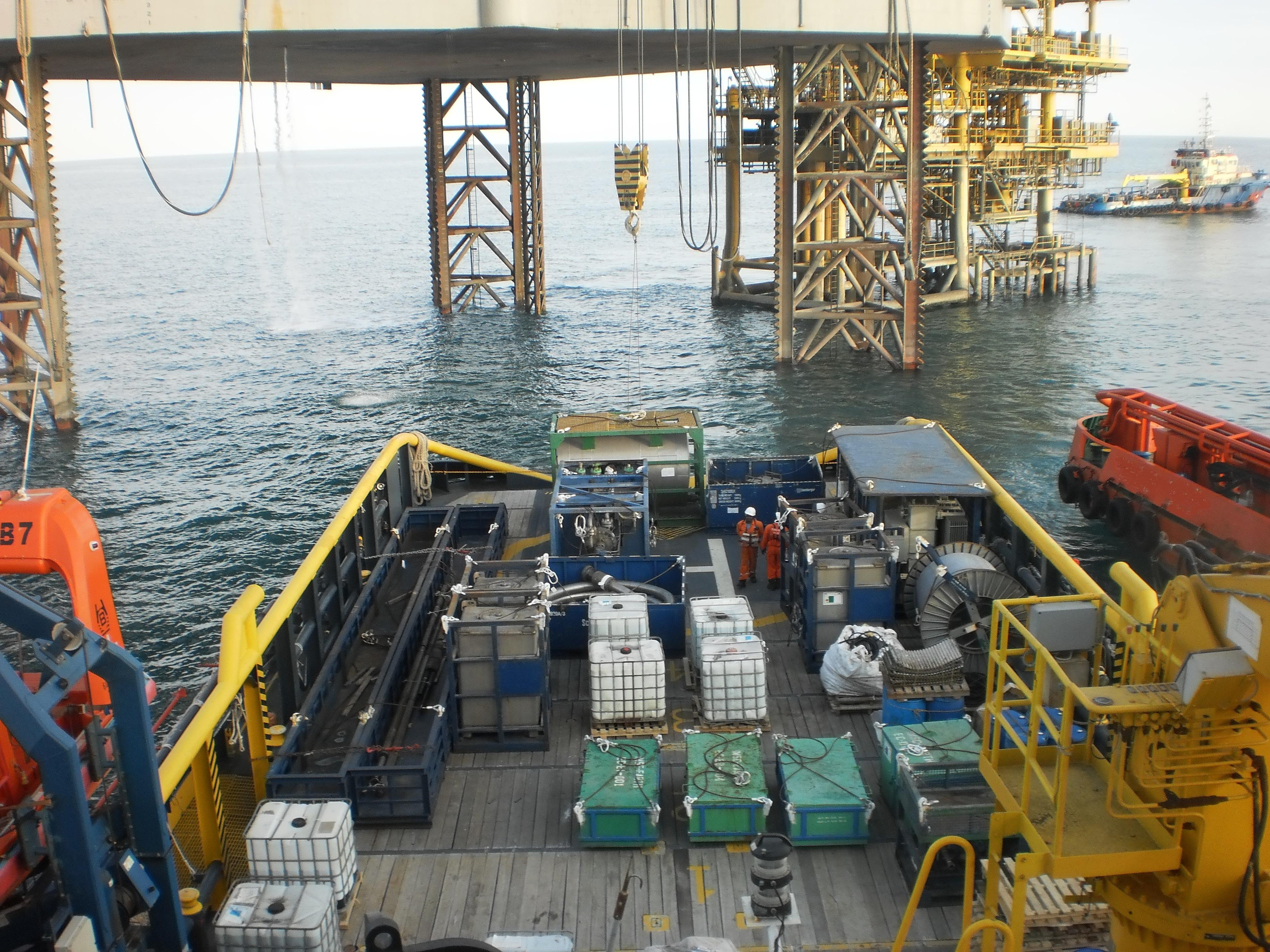
Carico sul ponte di una nave da rifornimento offshore

Una funzione primaria di una nave da supporto per operazioni in piattaforma è quella di trasportare rifornimenti alle piattaforme petrolifere e riportare a terra carichi vari. La maggior parte degli spazi destinati al carico sono occupati da serbatoi che possono contenere il fango di perforazione, il cemento polverizzato, il gasolio, l'acqua potabile e non potabile e i prodotti chimici utilizzati nel processo di perforazione. Carburante, acqua e sostanze chimiche sono prodotti praticamente sempre richiesti dalle piattaforme petrolifere. Certi prodotti chimici, inoltre, devono essere riportati a terra per un corretto riciclaggio o smaltimento; tuttavia il petrolio greggio dalla piattaforma non è di solito un carico tipico della nave PSV.

### Posizionamento dinamico
Il posizionamento dinamico (in inglese Dynamic positioning, in sigla DP) è un sistema controllato da computer che serve a mantenere automaticamente la posizione e la direzione delle navi PSV, utilizzando le proprie eliche e propulsori. Come con la maggior parte delle unità offshore, il posizionamento dinamico è di fondamentale importanza per garantire che la posizione della nave sia mantenuta durante il carico o lo scarico delle merci; questo è particolarmente necessario per i luoghi in cui le condizioni meteorologiche sono frequentemente avverse, come il Mare del Nord.
Una tipica configurazione di posizionamento dinamico per un PSV è costituita da due propulsori situati a prua della nave che possono essere integrati da due propulsori azimutali o propulsori Voith Schneider situati a poppa. Tutte le PSV moderne sono classificate DP2, il che significa che ci sono due livelli di ridondanza nel sistema DP.

### Supporto
Attrezzature ordinarie e/o speciali vengono trasportate sui grandi ponti di queste navi. La maggior parte trasporta una combinazione di carichi sul ponte e carichi stivati in cisterne ubicate sottocoperta. Molte di queste navi vengono costruite (o riadattate) per svolgere particolari lavori. Alcune di queste navi sono dotate di attrezzature specifiche per l'antincendio e cannoni a diluvio per combattere eventuali incendi sulle piattaforme. Alcune navi sono dotate di attrezzature per lo stoccaggio e di equipaggiamento per il recupero del petrolio in modo da fornire assistenza alla bonifica in caso di fuoriuscita in mare.

## Tipi di nave

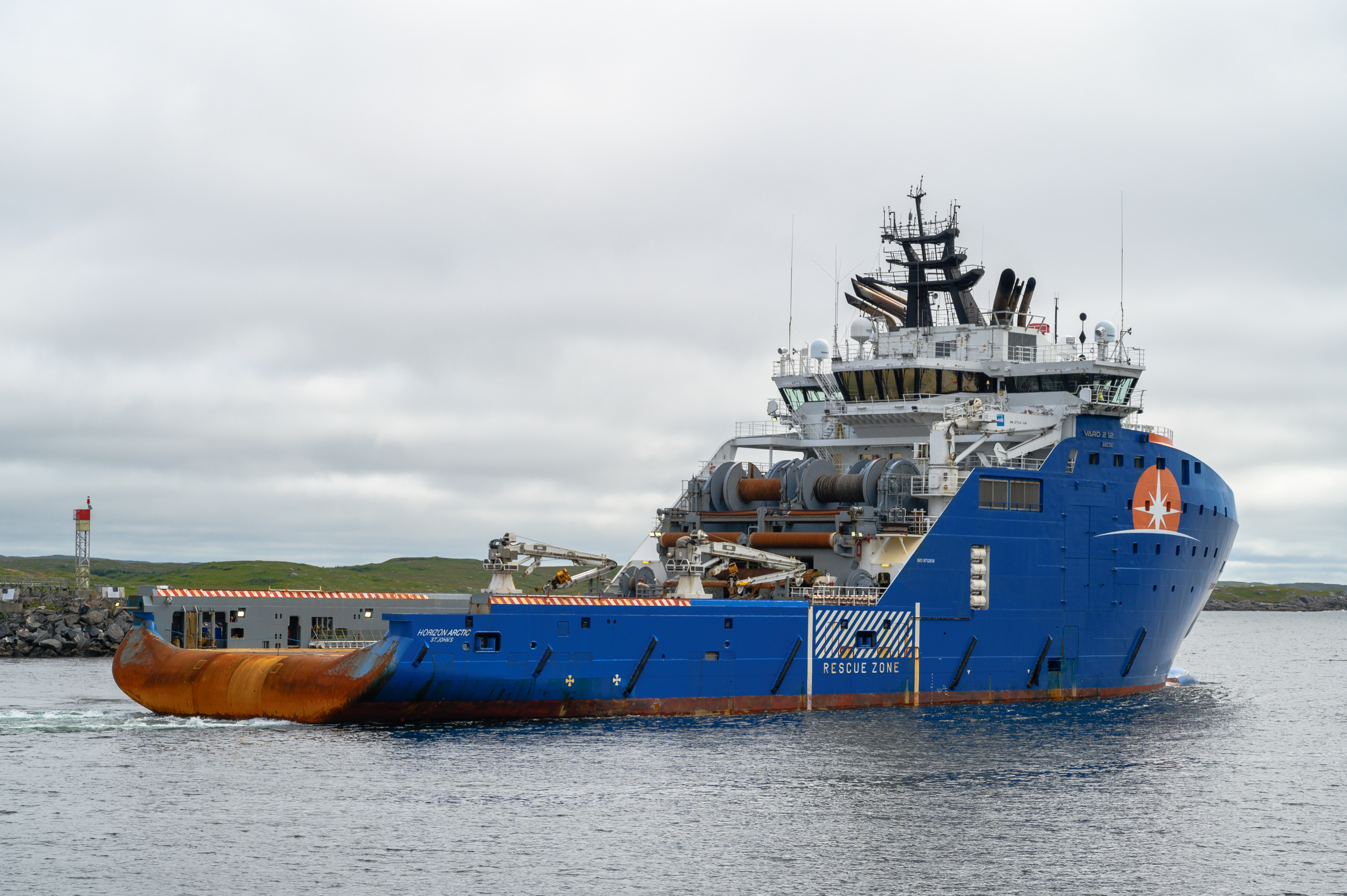
Il rimorchiatore per la movimentazione dell'ancora Horizon Arctic, con verricelli e poppa aperta adatta per l'ancoraggio di piattaforme offshore

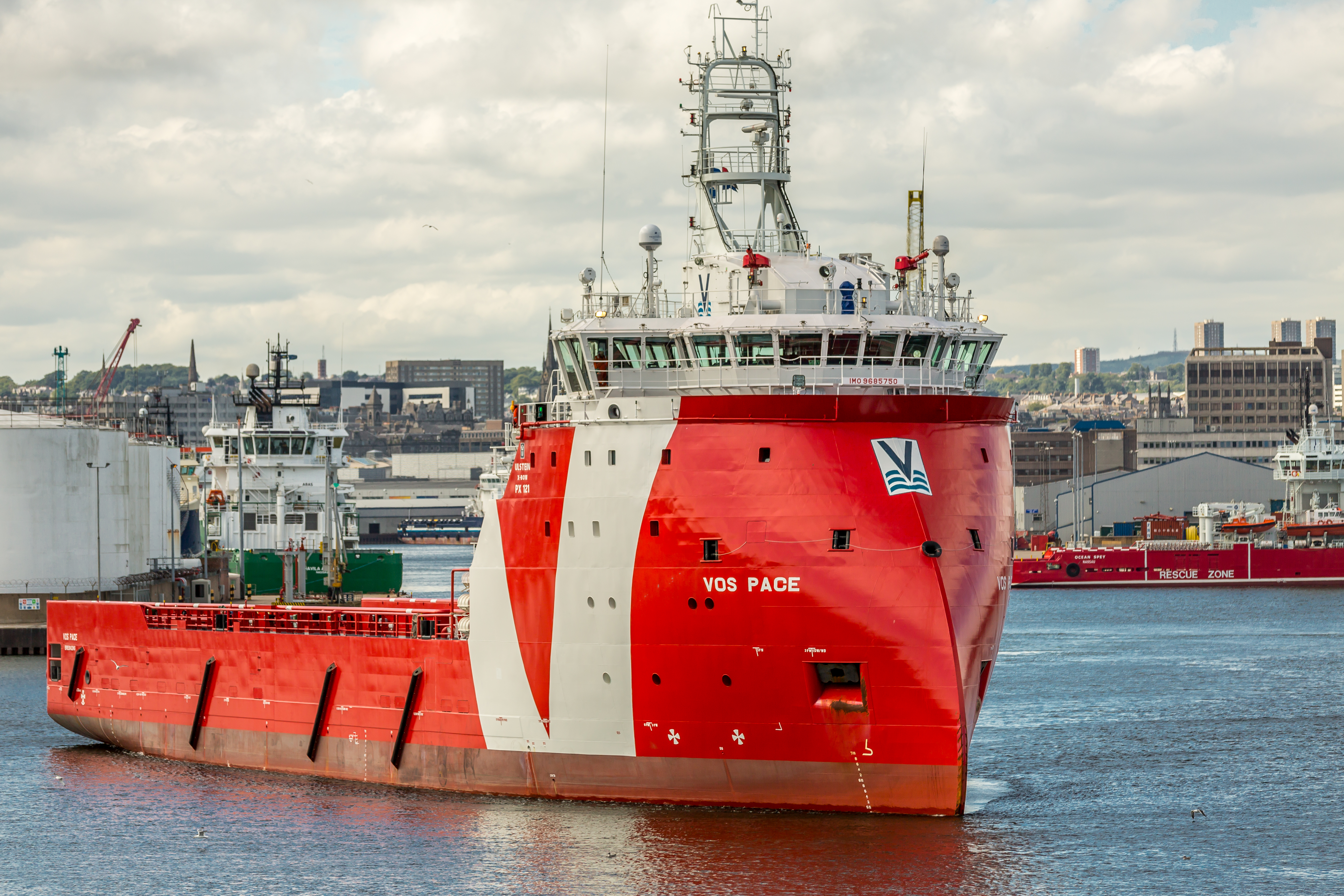
VOS Pace, notare la prua rovesciata

- Rimorchiatori per la movimentazione delle ancore (AHTS): simili alle PSV, possono ancorare e trainare piattaforme petrolifere galleggianti (jack-up e semisommergibili).
- Navi di rifornimento multiuso (MPSV): navi universali in grado di fornire un'ampia varietà di servizi di manutenzione. Nella maggior parte dei casi sono dotati di una gru ad alta capacità (100 tonnellate e oltre).[2]
- Navi veloci da intervento e rifornimento (FSIV): navi ad alta velocità, (circa 25 nodi , 46 km/h, 29 mph) con una capacità di coperta inferiore, utilizzate per consegne urgenti o piccole spedizioni.

## Equipaggi delle PSV
L'equipaggio è composto fino ad un massimo di 50 membri, a seconda delle dimensioni della nave e dei requisiti di lavoro.

### Operazioni quotidiane
Il contratto tipico per questo tipo di navi prevede che gli equipaggi lavorino e vivano a bordo per un lungo periodo di tempo, seguito da un simile periodo di ferie. A seconda dell'armatore o dell'operatore della nave, il tempo a bordo varia da 1 a 3 mesi, con 1 successivo mese di pausa. Le mansioni e i compiti di lavoro sulle navi da supporto per operazioni in piattaforma, come su molte altre navi, sono organizzati in turni lunghi fino a 12 ore.

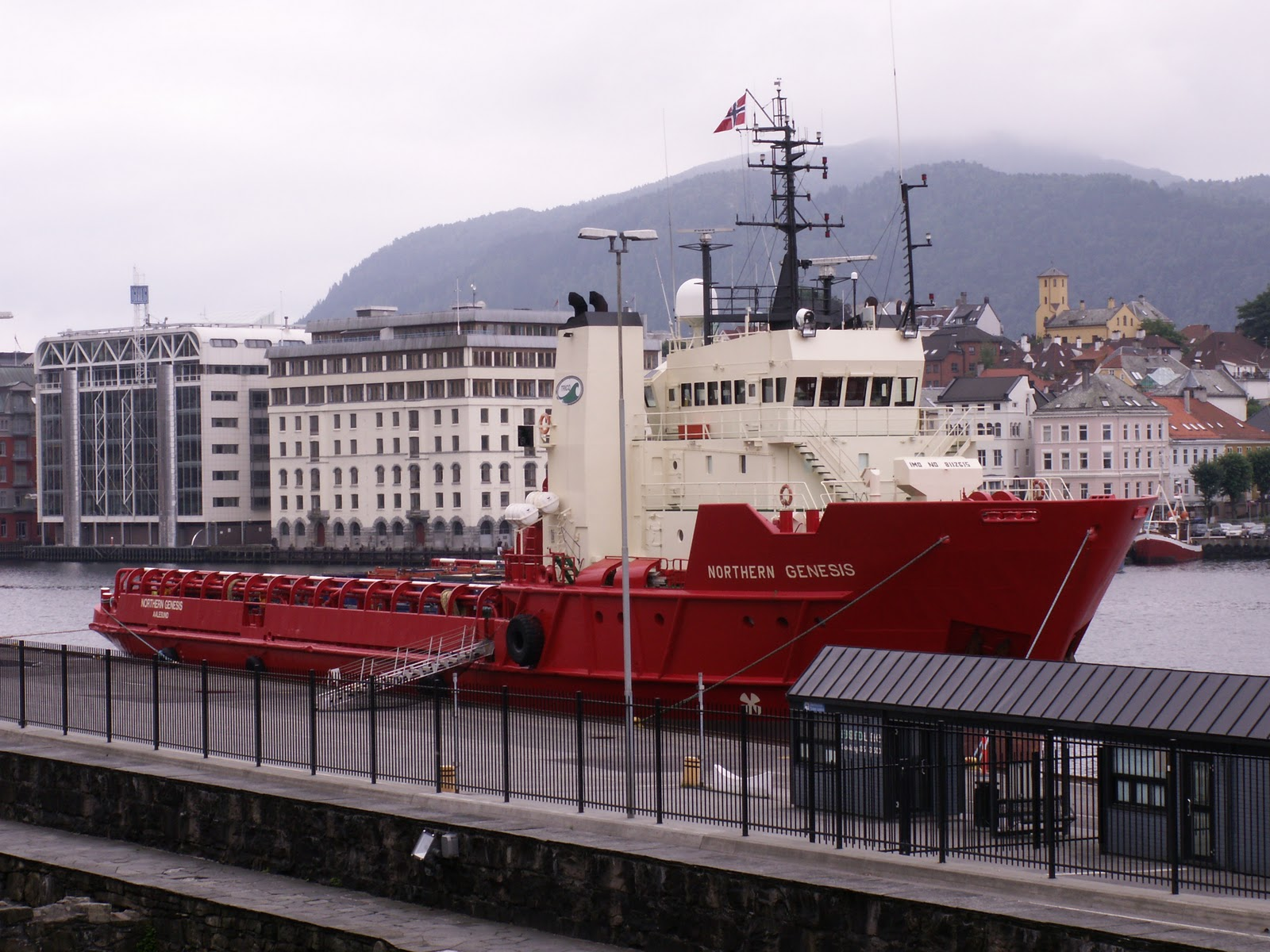
Il norvegese PSV Northern Genesis nel porto di Bergen

Vivendo a bordo della nave, ogni operaio e membro dell'equipaggio avrà almeno un turno di 12 ore, nell'arco di tempo di una giornata di 24 ore. Le navi di supporto sono dotate di un'area "ponte" per il controllo della navigazione e del funzionamento generale della nave, sala macchine, alloggi, cambusa e mensa. Alcune hanno aree di lavoro integrate e aree comuni per lo svago. L'ampia area del ponte principale è talvolta utilizzata per alloggi portatili.
Gli alloggi sono costituiti da cuccetta, armadietti, studio e spazi per riporre oggetti personali. Le zone giorno sono dotate di lavabi, docce e servizi igienici.
La cambusa e le aree per cucinare e mangiare a bordo della nave sono rifornite di generi alimentari sufficienti per la durata prevista del viaggio, ma con la possibilità anche di immagazzinare provviste per mesi, se necessario. Per le persone che cucinano saranno disponibili un frigorifero e un congelatore di dimensioni walk-in, una stufa e un forno, lavelli profondi, dispensa e bancone di lavoro. La zona pranzo è allestita con caffettiere, tostapane, forni a microonde, posti a sedere in stile caffetteria e altri servizi necessari per nutrire un equipaggio che deve scolgere mansioni impegnative e gravose.